# Teorema de Varignon

Los puntos medios de cualquier cuadrilátero forman un paralelogramo.

El teorema de Varignon es un resultado de geometría euclidiana debido al geómetra francés Pierre Varignon, publicado en 1731, y que establece:
| En cualquier cuadrilátero, los puntos medios de los lados forman un paralelogramo cuya área es la mitad de la del cuadrilátero original |

Al paralelogramo descrito en el teorema se le conoce como paralelogramo de Varignon.
| Demostración |
| La demostración del teorema en el caso de un cuadrilátero convexo procede de la siguiente manera: Sean A, B, C, D los vértices del cuadrilátero y P, Q, R, S los puntos medios de sus lados. Obsérvese que P, Q son puntos medios de dos lados del triángulo ABC y, por una consecuencia del teorema de Tales, PQ es paralela a la línea AC. De manera similar, R, S son puntos medios de dos lados del triángulo CDA y al igual que arriba, RS es una línea paralela a la línea CA. Pero si tanto PQ como RS son paralelas a AC, entonces son paralelas entre sí. Es decir, PQ es paralela a RS. Un argumento similar demuestra que tanto PS como QR son paralelas a la línea BD y por tanto paralelas entre sí. Pero entonces se ha demostrado que los lados opuestos del cuadrilátero PQRS son paralelos y por tanto éste debe ser un paralelogramo. En relación con las áreas, hay que observar que el área del triángulo BPQ es la cuarta parte del área del triángulo ABC. De manera similar, el triángulo SRD tiene la cuarta parte del área del triángulo ACD. Por tanto, la suma de las áreas de los triángulos BPQ y SRD es un cuarto del área del cuadrilátero. Pero de manera similar, las áreas de los triángulos APS y QCR suman un cuarto del área del cuadrilátero. Esto quiere decir que si sumamos las cuatro áreas BPQ, CQR, RSD y PSA obtendremos la mitad del área del cuadrilátero y por tanto, el área del paralelogramo de Varignon debe ser exactamente igual a la mitad del área restante. La prueba anterior puede adaptarse sin mayor problema al caso en que el cuadrilátero es cóncavo, terminando así la prueba. |

## Paralelogramo de Varignon
Adicionalmente, al tener un área igual a la mitad del cuadrilátero asociado, el paralelogramo de Varignon satisface otras propiedades.
- El perímetro del paralelogramo de Varignon es igual a la suma de las longitudes de las diagonales del cuadrilátero.
- El paralelogramo de Varignon es un rombo si y solo si las diagonales del cuadrilátero tienen la misma longitud.
- El paralelogramo de Varignon es un rectángulo si y solo si las diagonales del cuadrilátero son perpendiculares.

Como consecuencia:
- El paralelogramo de Varignon es un cuadrado si y solo si las diagonales del cuadrilátero son perpendiculares y tienen la misma longitud.

## Generalizaciones
Una forma de generalizar el teorema de Varignon es considerar polígonos de más de cuatro lados. Desafortunadamente, el polígono obtenido al unir los puntos medios de un polígono (denominado polígono derivado) no tendrá usualmente lados paralelos ni iguales. Sin embargo:
| Si un polígono con 2n lados y vértices {\displaystyle A_{1},A_{2},\ldots ,A_{2n}} satisface que {\displaystyle A_{i}A_{i+1}} es paralelo e igual a {\displaystyle A_{i+n}A_{i+n+2}} (para {\displaystyle 1\leq i\leq n}) y si {\displaystyle B_{j}} es el punto medio del lado {\displaystyle A_{j}A_{j+1}} entonces el polígono {\displaystyle B_{1}B_{2}\cdots B_{2n}} tiene lados opuestos paralelos e iguales. |

El teorema también se puede generalizar a cuadriláteros que no sean planos (por ejemplo, en el espacio o en dimensiones mayores), y aunque es posible modificar la prueba euclidiana para el caso espacial, se puede dar una demostración vectorial para cubrir el caso de dimensiones mayores.
Finalmente, considerando un octaedro como una generalización de cuadriláteros al espacio, y tomando los centroides de las caras como equivalentes a los puntos medios de los lados, es posible demostrar que los centroides de las ocho caras forman siempre un paralelepípedo.